# Балістик: Екс проти Сівер
Балістик: Екс проти Сівер (англ. Ballistic: Ecks vs. Sever) — трилер 2002 року.

## Сюжет
Два найкращих секретних агенти у світі. Одна загальна помста. Агент Екс — найкращий оперативник, який коли-небудь працював на ФБР. Колишня військова розвідниця Сівер — найбільш смертоносна жінка планети. У війні спецслужб світу вони — противники, які ведуть один з одним відчайдушну гру в кішки-мишки, де жоден не може взяти верх. Здавалося, їхнє протистояння могло б тривати вічно, але один раз відбувається несподіване: герої змушені виступити разом проти спільного, потужного, страшного ворога, який заволодів новітньою зброєю, затята ненависть до якого затьмарює їхнє власне суперництво. Кожен із них і поодинці вартий цілої армії. Що ж буде, коли Екс і Сівер об'єднають свої зусилля? Правильна відповідь проста: Армагеддон!..

## Акторський склад
- Антоніо Бандерас — агент ФБР Джеремая Екс
- Люсі Лью — агент Сівер
- Ґреґґ Генрі — директор АБН (DIA) Роберт Гант / агент Кларк
- Рей Парк — Ей Джей Росс
- Таліса Сото — Рейн Екс / Вінн Гант
- Мігель Сандоваль — Хуліо Мартін
- Террі Чен — агент Гаррі Лі
- Роджер Кросс — Зейн
- Сандрін Голт — агент Беннетт
- Стів Бачич — агент Флемінг
- Тоні Алкантар — Едгар Мур
- Ейдан Драммонд — Майкл Гант
- Девід Палффі — Слинько
- Девід Пірсон — офіцер поліції Ванкувера
- Джордан Рафаель — Росс Снайпер
- Браян Драммонд — офіцер поліції Ванкувера
- Джоель Крамер — водій автобуса
- Джон ДеСантіс — охоронець в автобусі
- Чарльз Андре — агент Аддіс
- Майк Допуд — агент АНБ
- Джонатан Келлі — викладач технологій «да фейцзі»

## Цікавінки
Назва китайської військової ударної технології «да фейцзі» (кит. 打飞机, пін. dǎ fēijī), що згадується у фільмі, на американському слензі також означає чоловічу мастурбацію.